# Savannhare
Savannhare (Lepus microtis eller Lepus victoriae) är en däggdjursart som beskrevs av Theodor von Heuglin 1865. Lepus microtis ingår i släktet harar och familjen harar och kaniner. IUCN kategoriserar arten globalt som livskraftig.
Arten når en kroppslängd (huvud och bål) av 41,5 till 57,5 cm, en svanslängd av 7 till 12 cm och en vikt av 1,4 till 3,2 kg. Den har 10 till 13 cm långa bakfötter och 9 till 12 cm långa öron. Djuret liknar kapharen (Lepus capensis) i utseende och i naturen kan arterna lätt förväxlas med varandra. Ovansidan är främst täckt av gråbrun päls med rödaktig skugga på nacken, extremiteterna och bröstet. Buken och svansens undersida är vita. På svansens ovansida förekommer däremot svart päls. Artens öron kännetecknas av svarta spetsar. Oftast är individer som lever i bergstrakter mörkare och mer rödaktig.
Denna hare förekommer i Afrika, huvudsakligen söder om Sahara. Arten saknas där bara vid Afrikas horn, vid västra Afrikas södra spets, i regnskogsområdet kring Kongofloden samt i västra Sydafrika och i Namibia. Habitatet kan variera, haren är alltså inte begränsad till savannen.
Individerna är aktiva på natten. Honor kan para sig hela året och har en eller två ungar per kull. Savannharen vistas på marken och äter blad och stjälkar från gräs. Bland annat ingår arter från fingerhirssläktet (Digitaria), från släktet Hyparrhenia och hundtandsgräs i födan. När honan inte är brunstig lever varje exemplar ensam. Ibland syns mindre flockar med två eller tre medlemmar.
I sydvästra Kenya har honor 6 till 8 kullar per år och ungarna väger vid födelsen cirka 100 g.

## Underarter
Arten delas in i följande underarter:
- L. m. microtis
- L. m. angolensis
- L. m. senegalensis
- L. m. whytei